# Vicente Cantatore
Vicente Cantatore Socci (Rosario, 6 ottobre 1935 – Valladolid, 15 gennaio 2021) è stato un calciatore e allenatore di calcio argentino naturalizzato cileno.

## Biografia
Nato a Rosario in Argentina, si trasferì nel 1960 in Cile, paese di cui in seguito prenderà la cittadinanza. È stato sposato per molti anni con Nelly Erbetta, deceduta nel 2012 dopo una lunga malattia, dalla quale ha avuto un figlio.
Dopo il ritiro dal mondo del calcio si è stabilito a vivere a Viña del Mar in Cile.
È morto nel gennaio 2021.

## Carriera

### Giocatore
Inizia la sua carriera nel Talleres per passare poi nel 1955 al San Lorenzo, dove resterà sino al 1958, e al Tigre. La svolta della carriera avviene nel 1960 quando lascia il paese natale per andare a giocare in Cile con i Rangers di Talca.
Nel 1963 passa al Santiago Wanderers, il club della capitale pagò 80 milioni di escudos per il trasferimento, cifra molto alta per l'epoca. Con il club di Santiago gioca sette stagioni, vincendo il titolo nazionale nel 1968. Nel 1970 si trasferisce al Deportes Concepción dove, dopo tre stagioni, chiude la sua carriera da calciatore.

### Allenatore

#### Gli anni cileni
Il primo incarico come allenatore gli viene affidato dal Deportes Concepción, club in cui aveva militato durante la sua carriera di giocatore. Successivamente siede sulla panchina del Lota Schwager e ha una breve esperienza all'Audax Italiano, prematuramente interrotta dalle dimissioni date dal tecnico a causa di contrasti interni.
Nel 1980 riceve l'incarico di allenare il Cobreloa, club fondato solo tre anni prima. Alla prima stagione come guida tecnica del club ottiene subito la vittoria della Primera División, la stagione successiva chiude il campionato al secondo posto e porta la squadra sino alla finale della Coppa Libertadores 1981 nella quale il Cobreloa viene sconfitto dai brasiliani del Flamengo. Nel 1982 il club vince il suo secondo titolo nazionale e partecipa alla Coppa Libertadores 1982 arrivando nuovamente fino alla finale; la sfida decisiva per l'assegnazione del trofeo viene vinta dagli uruguaiani del Peñarol che dopo aver pareggiato a reti inviolate la gara d'andata a Montevideo si impongono per 1-0 nel ritorno giocato a Santiago del Cile. Nelle ultime due stagioni alla guida del club ottiene ancora risultati di buon livello: nel 1983 la sua squadra chiude al secondo posto dietro ai campioni del Colo-Colo e nel 1984 ottiene un quarto posto finale.
I risultati ottenuti con il Cobreloa convincono la federazione cilena ad affidargli nel 1984 la panchina della Nazionale maggiore, tuttavia rimane in carica come commissario tecnico per una sola partita poi, a causa di contrasti con i dirigenti della federazione, abbandona l'incarico.

#### Le prime esperienze europee
Nel 1985 si trasferisce in Europa per rispondere alla chiamata della formazione spagnola del Real Valladolid. La stagione 1985-1986 si conclude con un decimo posto finale in campionato, mentre l'anno successivo vede Cantatore esonerato dopo poco tempo complice anche un riassetto societario che porta nel giro di un'annata al cambio della presidenza del club e all'alternarsi di ben quattro tecnici diversi in panchina.
Un anno più tardi viene richiamato dal nuovo presidente Miguel Ángel Pérez Herrán per sostituire José Pérez Garcia che aveva concluso la precedente stagione. Cantatore resta alla guida della squadra di Valladolid per altri due anni raggiungendo un ottavo (1987-1988) e un sesto posto (1988-1989) in campionato e arriva sino alla finale della Coppa del Re 1988-1989 poi persa per 1-0 contro il Real Madrid con il gol di Rafael Gordillo. Durante la sua permanenza nel club ha modo di far esordire tra i professionisti Fernando Hierro, futuro capitano del Real Madrid e della Spagna.
Nel 1989 passa ad allenare il Siviglia: nella stagione 1989-1990, grazie anche al contributo del centravanti austriaco Anton Polster (33 reti), centra un sesto posto che vale la qualificazione alla Coppa UEFA 1990-1991. L'anno successivo la squadra rafforzata dall'innesto dell'attaccante cileno Iván Zamorano conclude il campionato all'ottavo posto e viene eliminata in coppa ai sedicesimi di finale dalla Torpedo Mosca.

#### Il ritorno in Sudamerica
Deluso dall'esperienza europea il tecnico torna nella sua patria d'adozione e si accorda con l'Universidad Católica, una delle squadre più blasonate del Cile. Con il club della capitale vince nel 1991 una Copa Chile battendo in finale proprio la sua ex squadra, il Cobreloa. Oltre alla coppa nazionale la squadra vince anche la Liguilla Pre-Libertadores, torneo ufficiale che metteva in palio la qualificazione alla Coppa Libertadores e ottiene un terzo posto finale in campionato.
Dopo una sola stagione cambia nuovamente panchina passando su quella del Rosario Central, club della sua città natale. L'esperienza nel campionato argentino si rivela problematica e dopo solo un anno ritorna in Cile per allenare il Colo-Colo fresco campione nazionale. La permanenza nel club di Santiago è breve, complice anche l'eliminazione subita nella Coppa Libertadores 1994 dai colombiani del Junior di Barranquilla che porta all'esonero di Cantatore, sostituito da Eddio Inostroza.

#### La seconda avventura iberica
Nel 1994 Cantatore torna nuovamente a lavorare in Spagna accettando la panchina del Tenerife. Resta alla guida del club delle Canarie solo per una stagione, chiudendo il campionato 1994-95 al quindicesimo posto con un totale di tredici vittorie, nove pareggi e sedici sconfitte.
Nel 1996 siede per la terza volta in carriera sulla panchina del Real Valladolid: chiude la stagione 1996-1997 con un settimo posto finale che vale al club la qualificazione alla Coppa UEFA 1997-1998 e a lui il premio Don Balón come miglior allenatore dell'anno in Spagna. Nell'annata seguente guida il Valladolid solo per quattro giornate prima di lasciare l'incarico, poi nel dicembre 1997 accetta l'offerta dello Sporting Lisbona. L'esperienza portoghese non si rivela proficua per il tecnico che dopo poco più di due settimane si dimette a causa di contrasti con la dirigenza del club lusitano. In totale guida i biancoverdi per sole tre partite, due di campionato e una di UEFA Champions League ottenendo due vittorie ed una sconfitta.
Nell'estate del 1998 ritorna ad allenare nella Primera División (Spagna) accettando la panchina del Betis di Siviglia che in quel momento godeva di grande visibilità grazie all'oneroso acquisto del brasiliano Denílson. Cantatore prende la guida del Betis a soli tre giorni dall'inizio del campionato a seguito delle dimissioni del precedente allenatore António Oliveira. Nonostante le grandi spese estive la stagione del Betis parte in salita e il tecnico cileno si dimette alla fine del mese di ottobre dopo una pesante sconfitta subita contro il Valencia con la squadra all'ultimo posto in classifica. La delusione per l'esperienza appena conclusa induce il tecnico ad annunciare il suo ritiro dal mondo del calcio.

#### Ultimi anni e ritiro definitivo
Dopo un anno di pausa è ancora una squadra spagnola a chiamare Cantatore, si tratta dello Sporting Gijón militante nella Segunda División, e così decide di tornare ad allenare. Il tecnico rosarino guida la squadra asturiana per venti partite di campionato prima di dimettersi a sorpresa dopo aver ottenuto una vittoria contro l'Atlético Madrid. Alla base della decisione i contrasti avuti con i giocatori che giudicavano inadeguati gli allenamenti diretti da lui e da suo figlio che ricopriva il ruolo di preparatore atletico, viene così sostituito da Pepe Acebal, tecnico della formazione B dello Sporting.
Nel 2002 decide di ritirarsi definitivamente dal mondo del calcio nonostante gli fossero pervenute alcune offerte da club quali Sampdoria e Cruz Azul.

## Palmarès

### Giocatore
- Campionato cileno: 1

Santiago Wanderers: 1968

### Allenatore

#### Club
- Campionato cileno: 2

Cobreloa: 1980, 1982
- Copa Chile: 1

Universidad Catolica: 1991
- Liguilla Pre-Libertadores: 1

Universidad Catolica: 1991

#### Individuale
- Premio Don Balón (Miglior allenatore): 1

1996-1997